# Kyle Letheren
Kyle Charles Letheren (Llanelli, 26 dicembre 1987) è un ex calciatore gallese, di ruolo portiere.

## Biografia
Suo padre Glan è stato a sua volta un calciatore professionista (a sua volta un portiere).

## Carriera

### Club
Dopo aver giocato nelle giovanili dello Swansea City all'inizio della stagione 2005-2006 trascorre un breve periodo in prestito ai gallesi del Newport County, con cui disputa una partita nella sesta divisione inglese, per poi trascorrere il resto dell'annata allo Swansea City, in seconda divisione, senza però giocare nessuna partita ufficiale. Nell'estate del 2006 si trasferisce a parametro zero al Barnsley, altro club della seconda divisione inglese, inizialmente con un contratto di breve durata che poi, dopo vari rinnovi, fa sì che rimanga ai Tykes per complessive tre stagioni, tutte disputate nella seconda divisione inglese: durante questo lasso di tempo, tuttavia, Letheren gioca un'unica partita ufficiale con il club biancorosso, ovvero la partita del terzo turno della FA Cup 2007-2008 giocata in casa contro il Blackpool, nella quale subentra nell'intervallo tra primo e secondo tempo all'altro portiere Heinz Müller, contribuendo alla rimonta della sua squadra, andata al riposo in svantaggio per 1-0 ed infine vittoriosa con il punteggio di 2-1. Nel gennaio del 2009, non trovando spazio al Barnsley, viene ceduto in prestito per la seconda metà della stagione 2008-2009 al Doncaster, sempre in seconda divisione, per diventare la riserva di Neil Sullivan: in effetti viste le prestazioni del più esperto compagno di squadra Letheren rimane anche ai Vikings una riserva, senza riuscire a disputare nessuna partita ufficiale.
Nell'estate del 2009 il Barnsley non rinnova il suo contratto in scadenza, lasciandolo così svincolato; dopo breve tempo firma tuttavia un contratto con il Plymouth, sempre nella seconda divisione inglese, che lo tessera con un contratto di sei mesi per fare da riserva al francese Romain Larrieu: tuttavia, dopo diversi mesi in cui non trova nessuno spazio, il 31 dicembre 2009 il suo contratto viene lasciato scadere. Nell'aprile del 2010, dopo alcuni mesi trascorsi da svincolato, trova un accordo per trascorrere le ultime settimane della stagione con il Motherwell, club della prima divisione scozzese, ma pochi giorni più tardi la Scottish Professional Football League blocca il trasferimento e così di fatto Letheren, pur allenandosi per un periodo con il club scozzese, non viene mai formalmente da esso tesserato. Dopo breve tempo si trasferisce però anche ufficialmente in Scozia, ma al Kilmarnock, altro club di prima divisione, che nell'agosto del 2010 gli offre un contratto per fare da riserva al titolare Cammy Bell: le prestazioni di quest'ultimo sono tuttavia tali che Letheren trascorre la stagione 2010-2011 senza mai scendere in campo in partite ufficiali; trova invece maggiore fortuna nella stagione 2011-2012: a più di tre anni dalla sua ultima partita ufficiale, infatti, a causa di un infortunio di Bell gli subentra a partita in corso in un incontro di campionato vinto per 2-0 in casa contro il Motherwell; nel prosieguo della stagione gioca anche un'ulteriore partita (la sua prima da titolare con il Kilmarnock e di fatto solamente la quarta in sette anni di carriera professionistica), ovvero la vittoria casalinga per 2-1 ai danni del Dunfermline. Nonostante lo scarso impiego, in questa stagione partecipa anche alla vittoria della Coppa di Lega scozzese (la prima nella storia del Kilmarnock). Nella stagione 2012-2013, invece, complice un infortunio di Bell, tra ottobre 2012 e febbraio 2013 il portiere gioca 9 partite nella prima divisione scozzese ed una partita in Coppa di Lega; a fine stagione non rinnova il suo contratto in scadenza per scendere di una categoria, accasandosi al Dundee, che lo ingaggia per fare di lui il proprio portiere titolare: in effetti, per la prima volta in carriera riesce a giocare stabilmente da titolare, contribuendo con 35 presenze alla vittoria del campionato, con conseguente promozione in prima divisione, categoria in cui poi durante la stagione 2014-2015 gioca 15 partite, perdendo il posto da titolare nella seconda parte della stagione in favore del tedesco Arvid Schenk.
A fine anno Letheren non rinnova il suo contratto in scadenza preferendo invece accasarsi al Blackpool, club della terza divisione inglese, che gli offre un contratto biennale con anche un'opzione di rinnovo per una terza stagione; la sua permanenza ai Tangerines (che al termine della stagione 2015-2016 tra l'altro retrocedono in quarta divisione) dura in realtà poco più di 13 mesi, ovvero fino al 25 agosto 2016 quando, dopo complessive 8 partite giocate (5 in campionato, una in FA Cup, una in Coppa di Lega ed una nel Football League Trophy) scende in quinta divisione allo York City, club di cui diventa il portiere titolare, giocando 28 partite di campionato durante la stagione 2016-2017, nella quale con 7 presenze contribuisce anche alla vittoria del FA Trophy (il secondo nella storia dei Minstermen dopo quello conquistato nella stagione 2011-2012). A fine stagione lascia lo York City, ed il 5 settembre 2017 torna nella terza divisione inglese, al Plymouth; il 26 settembre 2017, ad oltre otto anni dal suo primo tesseramento con questo club, gioca con esso la sua prima partita ufficiale, che a posteriori si rivela essere la prima delle 8 presenze totali stagionali raccolte dal portiere gallese (7 in campionato ed una nel Football League Trophy). Rinnova poi il contratto anche per la stagione 2018-2019, nella quale gioca invece 13 partite nella terza divisione inglese e 2 partite nel Football League Trophy. Gli viene in seguito offerto un ulteriore rinnovo di contratto anche per la stagione 2019-2020, che tuttavia Letheren rifiuta a seguito di una dichiarazione dell'allenatore dei Pilgrims Ryan Lowe, che aveva dichiarato di voler portare in rosa un ulteriore portiere indipendentemente dal rinnovo di Letheren. Successivamente il 16 luglio 2019 firma un contratto annuale con il Salford City, club neopromosso nella quarta divisione inglese: qui aiuta il club a raggiungere la finale del Football League Trophy (che i suoi compagni poi vinceranno a febbraio 2021, visto che la finale verrà rinviata per via della pandemia di Covid-19) e gioca anche 19 partite di campionato; il suo contratto a fine stagione non viene tuttavia rinnovato, e così per la stagione 2020-2021 si accasa al Chesterfield; il 24 gennaio 2021 il portiere ed il club rescindono consensualmente il contratto dopo complessive 15 partite ufficiali giocate (13 in campionato, una in FA Cup ed una nel FA Trophy).
Già due giorni più tardi, ovvero il 26 gennaio 2021, Letheren firma un contratto fino a fine stagione con il Morecambe, club di quarta divisione: con gli Shrimps gioca fin da subito titolare, disputando in totale 21 partite di campionato, a cui aggiunge ulteriori 3 apparizioni nei play-off (nei quali gioca quindi tutti gli incontri disputati dal club, ovvero la semifinale vinta con un punteggio aggregato di 3-2 contro il Tranmere e la finale vinta per 1-0 dopo i tempi supplementari contro il Newport County), vincendo i quali il club conquista per la prima volta nella sua storia una promozione nella terza divisione inglese, categoria in cui lo stesso portiere gallese continua a giocare a seguito del rinnovo del suo contratto per un'ulteriore annata: durante la stagione 2021-2022 trova tuttavia relativamente poco spazio, giocando 12 partite in campionato, una partita in FA Cup ed una partita nel Football League Trophy: anche per questo motivo, l'8 febbraio 2022 lui ed il club rescindono consensualmente il contratto. Il 16 giugno 2022 firma un contratto annuale con l'Hartlepool Utd, club neopromosso in quarta divisione, per diventarne il preparatore dei portieri, rimanendo contemporaneamente però anche tesserato come giocatore: di fatto, nel corso della stagione gioca comunque un'unica partita ufficiale (un incontro di Football League Trophy perso in casa con il punteggio di 6-0 contro la formazione Under-21 dell'Everton), rimanendo poi svincolato a fine stagione. Il 9 giugno 2023 annuncia ufficialmente il proprio ritiro, iniziando il giorno stesso a lavorare come preparatore dei portieri per il Doncaster, nella quarta divisione inglese.

### Nazionale
Nel 2005 ha giocato 3 partite con la nazionale gallese Under-19.
Nel 2007 ha giocato una partita con la nazionale gallese Under-21.
Il 27 agosto 2014 è stato convocato (ed ha seduto in panchina) in una partita della nazionale maggiore gallese valevole per le qualificazione agli Europei del 2016, contro Andorra; nell'ottobre del medesimo anno ha seduto in panchina in altre due partite di qualificazione agli Europei del 2016.

## Palmarès

### Club

#### Competizioni nazionali
- Coppa di Lega scozzese: 1

Kilmarnock: 2011-2012
- Scottish Championship: 1

Dundee: 2013-2014
- FA Trophy: 1

York City: 2016-2017